# Хоровод духов
«Хорово́д ду́хов» (итал. La ridda dei folletti, часто фр. La ronde des lutins), или фантастическое скерцо Op. 25 — виртуозное сочинение для скрипки и фортепиано Антонио Бадзини, написанное в 1852 году. Примерная продолжительность — 6 минут. Пьеса неоднократно издавалась ведущими мировыми издательствами; издание Шотта вышло под редакцией Августа Вильгельми, издание Ширмера — под редакцией Леопольда Ауэра, называвшего Бадзини «виртуозом в подлинном смысле слова» и отмечавшего, что в своё время эту его пьесу знал каждый скрипач. Скерцо осталось наиболее известным произведением достаточно плодовитого композитора: как пошутил Ицхак Перлман, Бадзини больше ничего не написал, потому что использовал в «Хороводе духов» все ноты.

## Название
Итальянское folletti означает ду́хов воздуха — мифологических существ, у которых нет прямых аналогов во многих других национальных культурах. Поэтому при переводе названия на другие языки наблюдается определённый разнобой: часто употребляющаяся французская версия названия дословно означает «хоровод домовых», по-немецки обычно используется «пляска гномов» (нем. Tanz der Kobolde), среди русских вариантов названия — «Рондо домовых», «Пляска ведьм», «Хоровод гномов» и т. п.

## История произведения
Утверждается, что Бадзини сочинил пьесу как своего рода ответ на виртуозное сочинение своего конкурента, Генриха Вильгельма Эрнста, под названием «Рондо Папагено».

## Записи
Миниатюру Бадзини, помимо выпустившей диск с его сочинениями Хлои Хэнслип, записали такие исполнители, как Ян Кубелик, Хосе Порта, Яша Хейфец, Иегуди Менухин, Ваша Пржигода, Зино Франческатти, Максим Венгеров, Вадим Репин, Сара Чанг, Гиль Шахам и многие другие.

## Переложения
Редакция для саксофона и фортепиано (Кэнъитиро Муто) пользуется популярностью среди саксофонистов. Джеймс Голуэй и Кадзухито Ямасита записали переложение для флейты и гитары.

## В культуре
Музыка пьесы использована в серии «Hell Is Other Robots» мультсериала «Футурама».